# هتودا

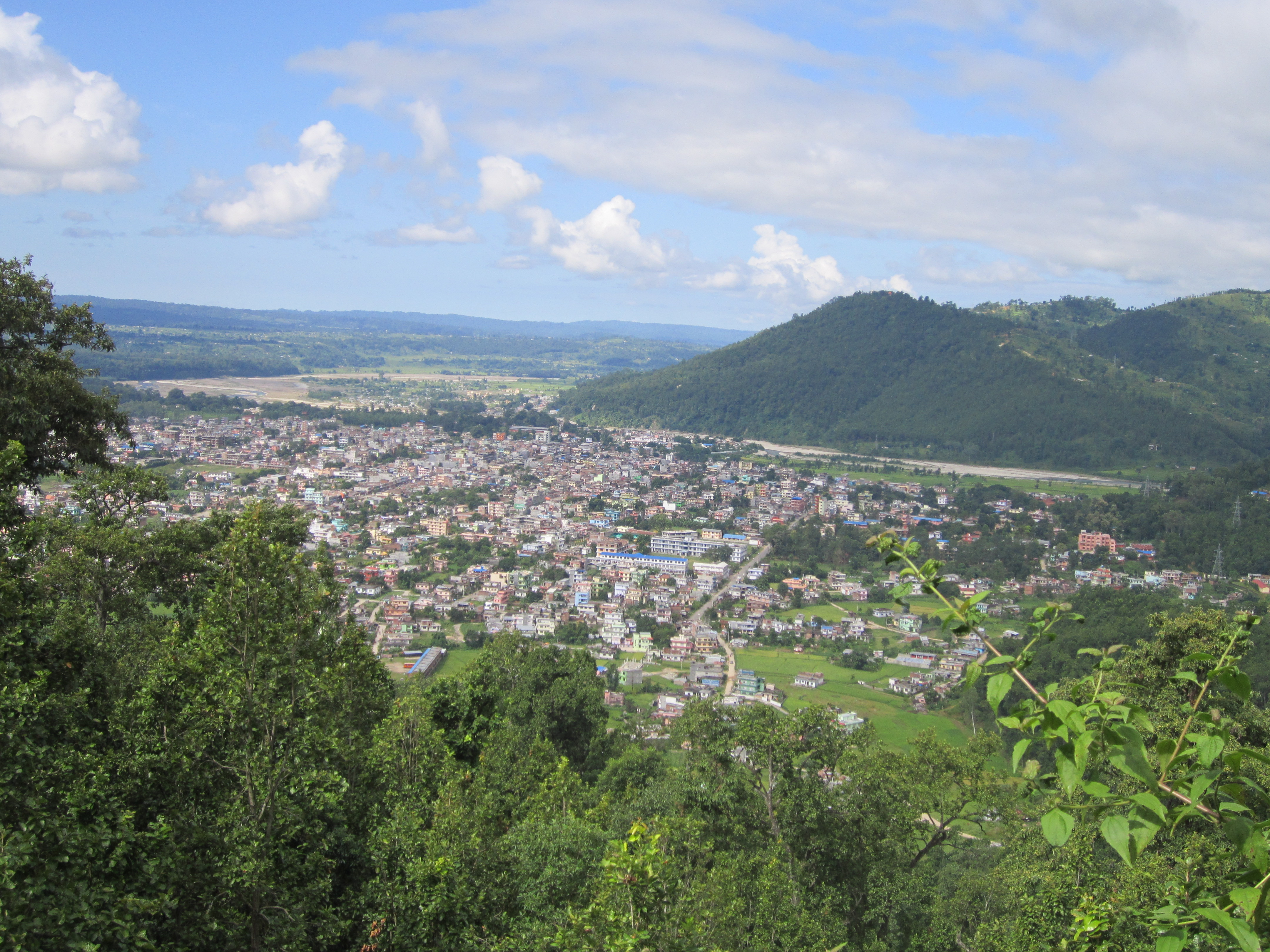
نمایی از شهر هتودا

هتودا (به لاتین: Hetauda) یک شهر در نپال است که در استان شماره ۳ واقع شده‌است. هتودا ۲۶۱٫۵۹ کیلومتر مربع مساحت و ۱۵۲٬۸۷۵ نفر جمعیت دارد و ۳۴۵ متر بالاتر از سطح دریا واقع شده‌است.
این شهر که در فاصله ۷۶ کیلومتری کاتماندو قرار دارد به‌عنوان «شهر سبز» درنظر گرفته شده‌است چون در دو طرف جاده‌های آن درختانی کاشته شده‌است، همچنین در سال‌های ۲۰۱۶ و ۲۰۱۷ هتودا پاک‌ترین شهر نپال نامیده شده‌است.

## جغرافیا
این شهر در یک ساختار جغرافیایی منحصر به فرد و شبیه به دره واقع شده‌است، این منطقه با کوه احاطه شده‌است، دامنه ماهاباراتا از شمال و تپه‌های سیوالیک از جنوب این شهر را دربرگرفته است.

## اقتصاد
منطقه صنعتی هتودا (HID) یکی از بزرگترین مناطق صنعتی نپال است، سه کارخانه بزرگ ملی رنگ در این منطقه واقع شده‌اند، از جمله رنگ‌های آسیایی، رنگ برگر و رنگ یتی. به دلیل وقایع سیاسی در یک دهه گذشته صنایعی همچون نساجی یا به کشور دیگر منقل شده‌اند یا تعطیل شده‌اند.
جمعیت این شهر بیشتر از طبقه کارگر است و به همین دلیل بخش قابل توجهی از جمعیت در صنعت یا مشاغل دولتی به کار مشغول هستند. از آنجایی که بیشتر کالاهای موردنیاز کاتماندو از هتودا عبور می‌کنند مشاغل مرتبط فردی وسیله دیگری برای معیشت است.

## جاذبه‌های گردشگری
یکی از محبوب‌ترین جاذبه‌های هتودا پارک یادبود شهید (نپالی: शहीद स्मारक) است که در سال ۱۹۹۴ تأسیس شده‌است. این پارک برای یادبود کشته‌شدگان مبارزه با استعمار انگلستان و همچنین در سال ۱۹۸۹ برای سرنگونی سیستم استبدادی پانچایات تلاش کرده‌اند ساخته شده‌است. این پارک همچنین دارای باغ وحش می‌باشد که حیواناتی همچون پرندگان، میمون و پلنگ در آن نگه‌داری می‌شود. همچنین پارک پانگولین یکی دیگر از جاذبه‌های تفریحی این شهر می‌باشد.

## ترابری
بزرگراه تریبووان و بزرگراه ماهندرا از این شهر عبور می‌کنند، ساخت بزرگراه تریبووان به یک ویژگی خاص برای رشد اقتصادی این شهر تبدیل شد. همچنین از شهر هتودا با یک ساعت رانندگی می‌توان به شهر بیرگونج در مرز نپال-هند رسید. فرودگاه سیمارا را نیز در فاصله ۳۰ دقیقه‌ای هتودا قرار دارد.

## نگارخانه

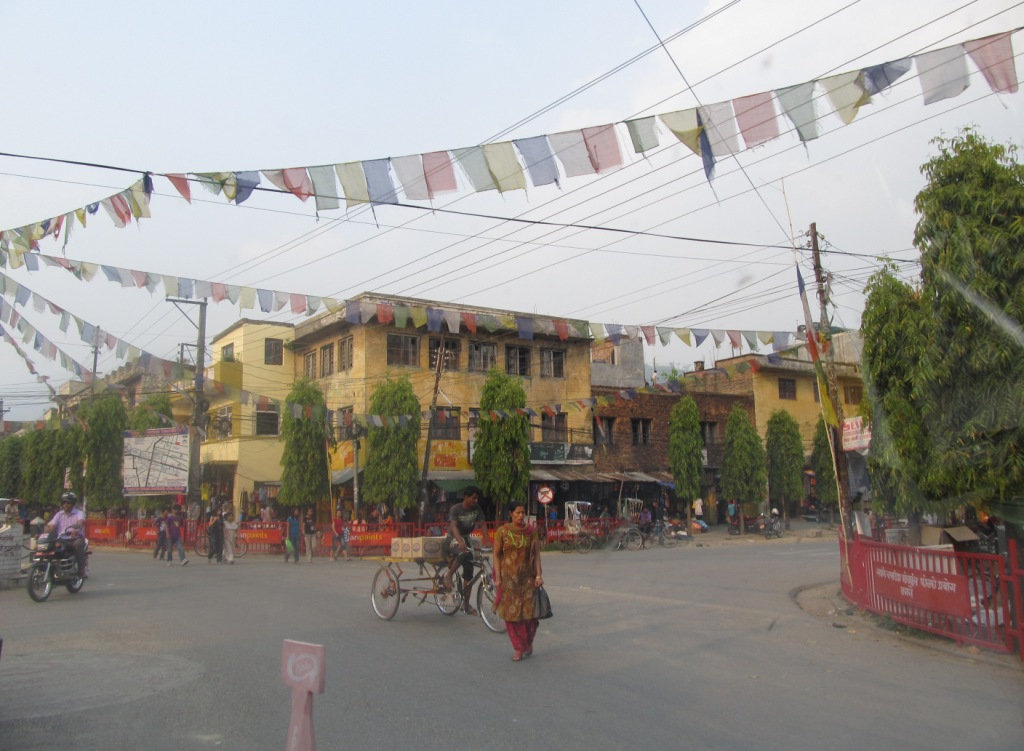
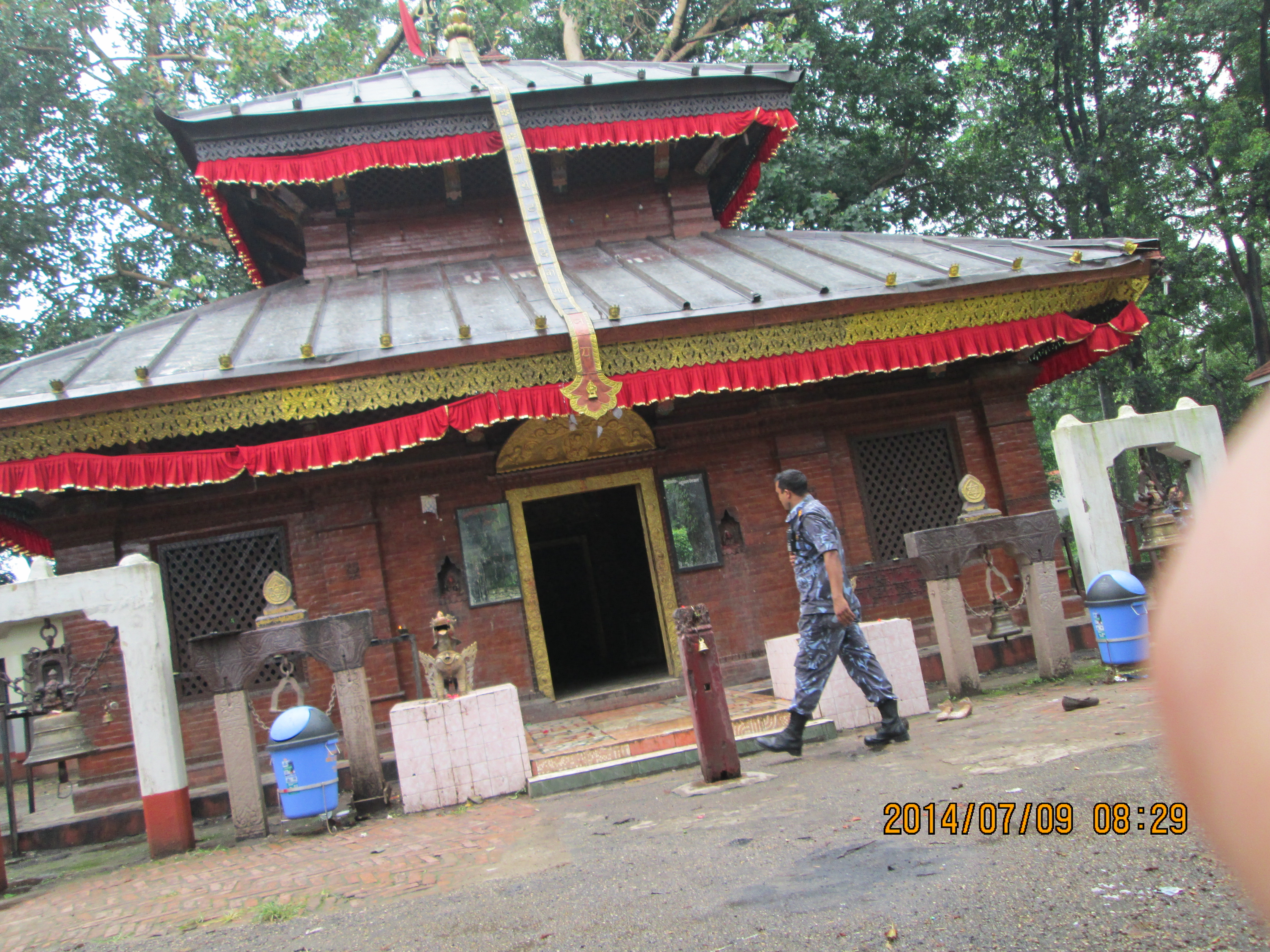
یک معبد در هتودا
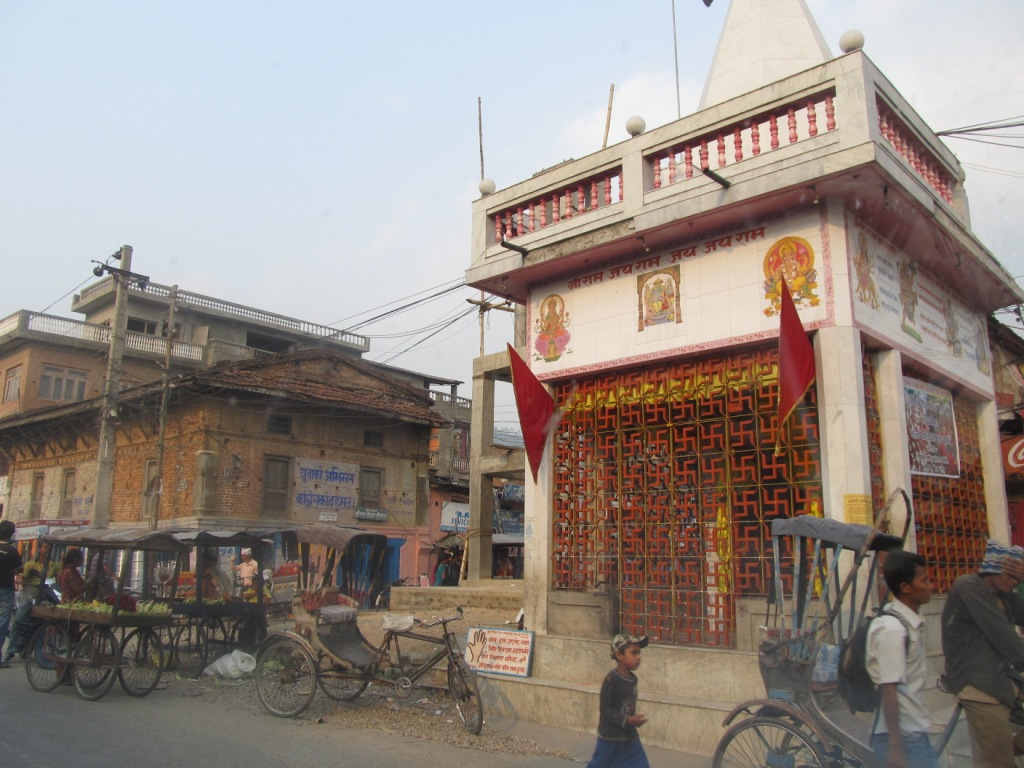
یک معبد در هتودا
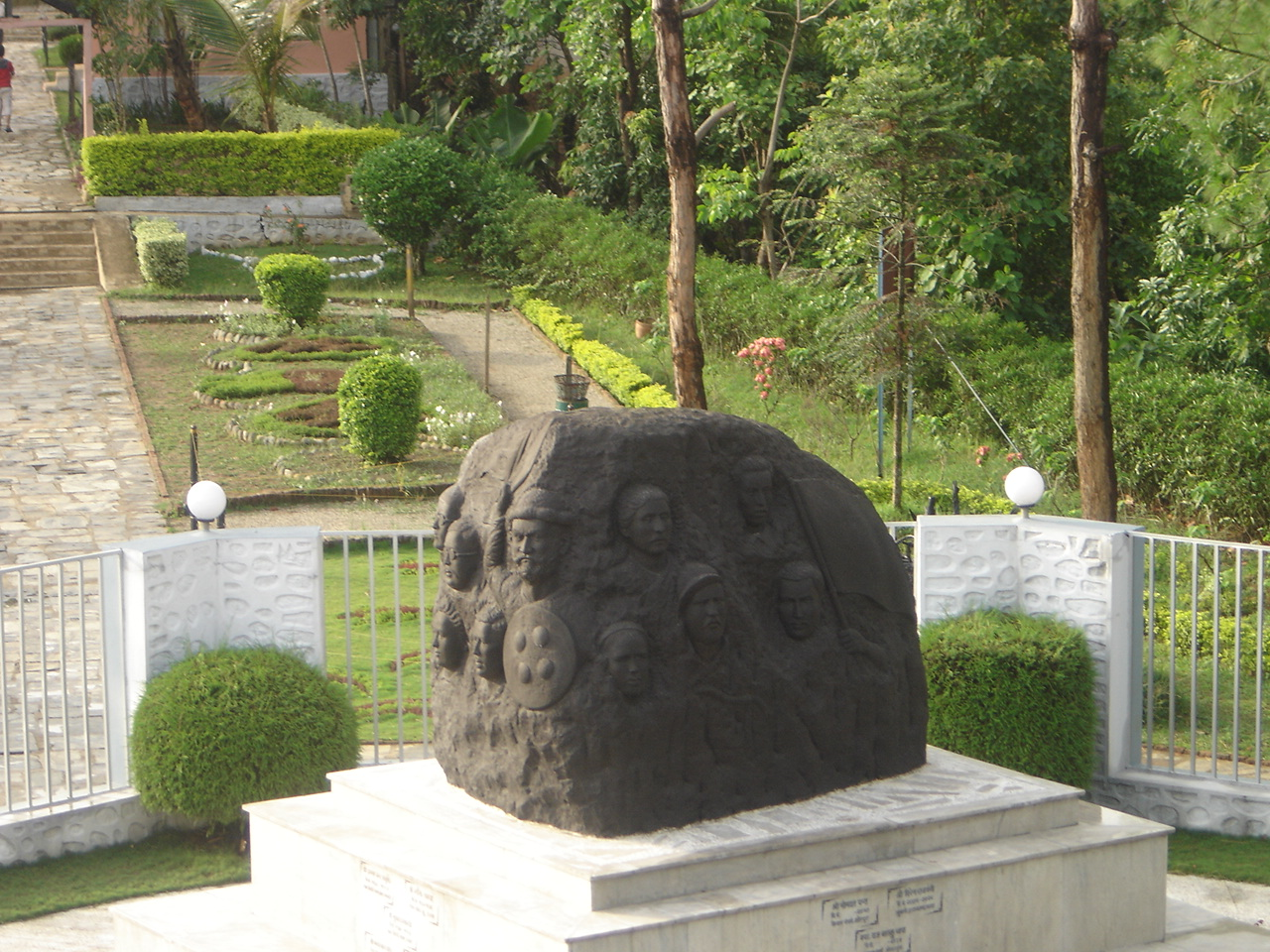
پارک یادبود شهید
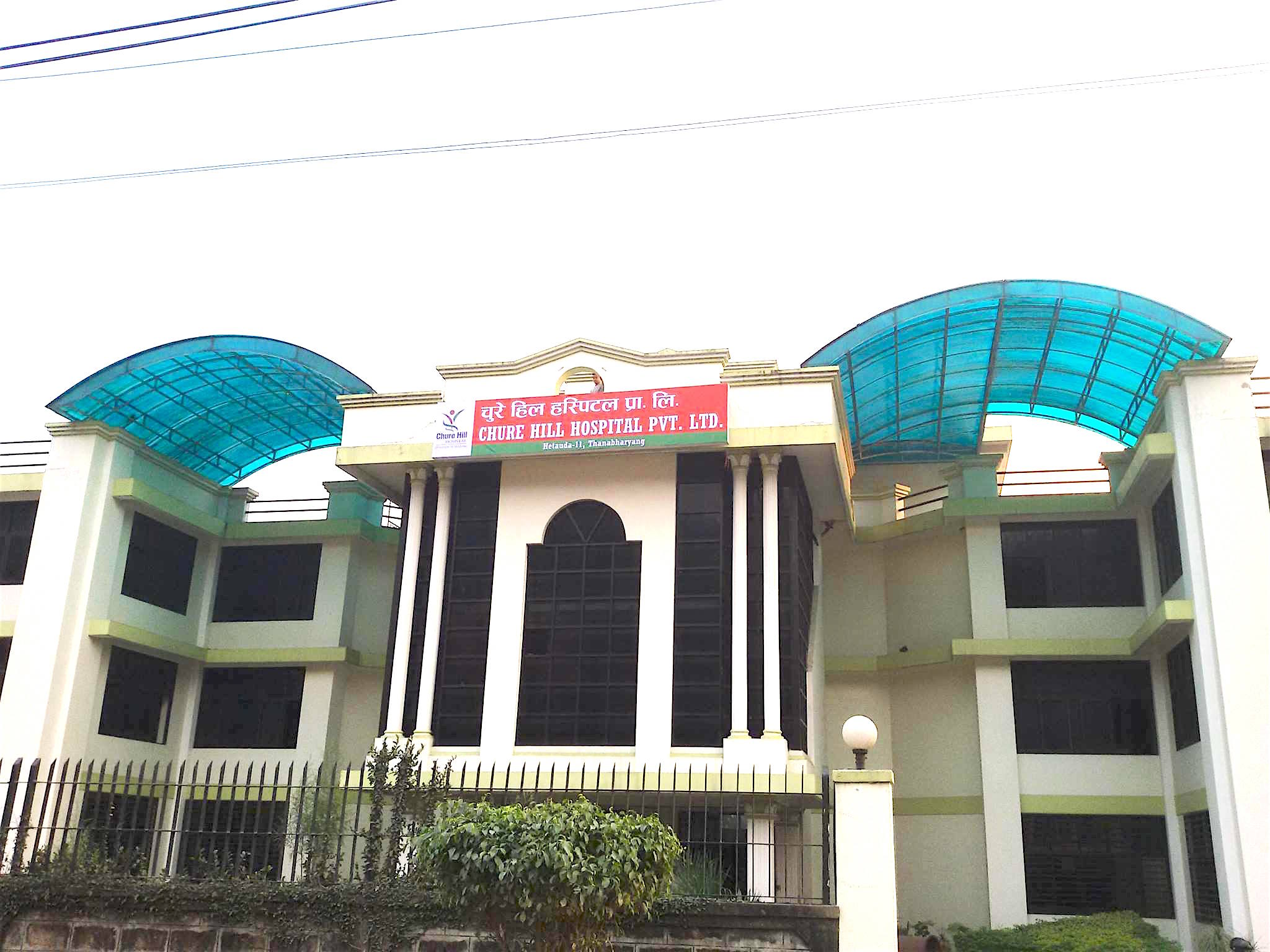